# Meadowview
Meadowview (ou Meadow View) est une census-designated place située dans le comté de Washington, dans le Commonwealth de Virginie, aux États-Unis. Sa population s’élevait à 967 habitants lors du recensement de 2010.

## Source
- (en) Cet article est partiellement ou en totalité issu de l’article de Wikipédia en anglais intitulé « Meadowview, Virginia » (voir la liste des auteurs).